# Ånge (comuna)
Ånge (em sueco: Ånge kommun;  ouça a pronúncia) é uma comuna da Suécia localizada no condado de Västernorrland, no norte do país.
Sua capital é a cidade de Ånge.
Possui 3 050 quilômetros quadrados e segundo censo de 2022, havia 9 143 habitantes.

## Etimologia e uso
O nome geográfico Ånge deriva de Ange - o nome de uma antiga aldeia mencionada em 1418 – cujo nome alude ao rio Ångan, possivelmente em referência a nevoeiros locais (ånga) em redor do dito rio.